# NGC 6008
NGC 6008 é uma galáxia espiral barrada (SBb) localizada na direcção da constelação de Serpens. Possui uma declinação de +21° 06' 04" e uma ascensão recta de 15 horas, 52 minutos e 55,9 segundos.
A galáxia NGC 6008 foi descoberta em 10 de Junho de 1880 por Édouard Jean-Marie Stephan.